# Bart Lensink

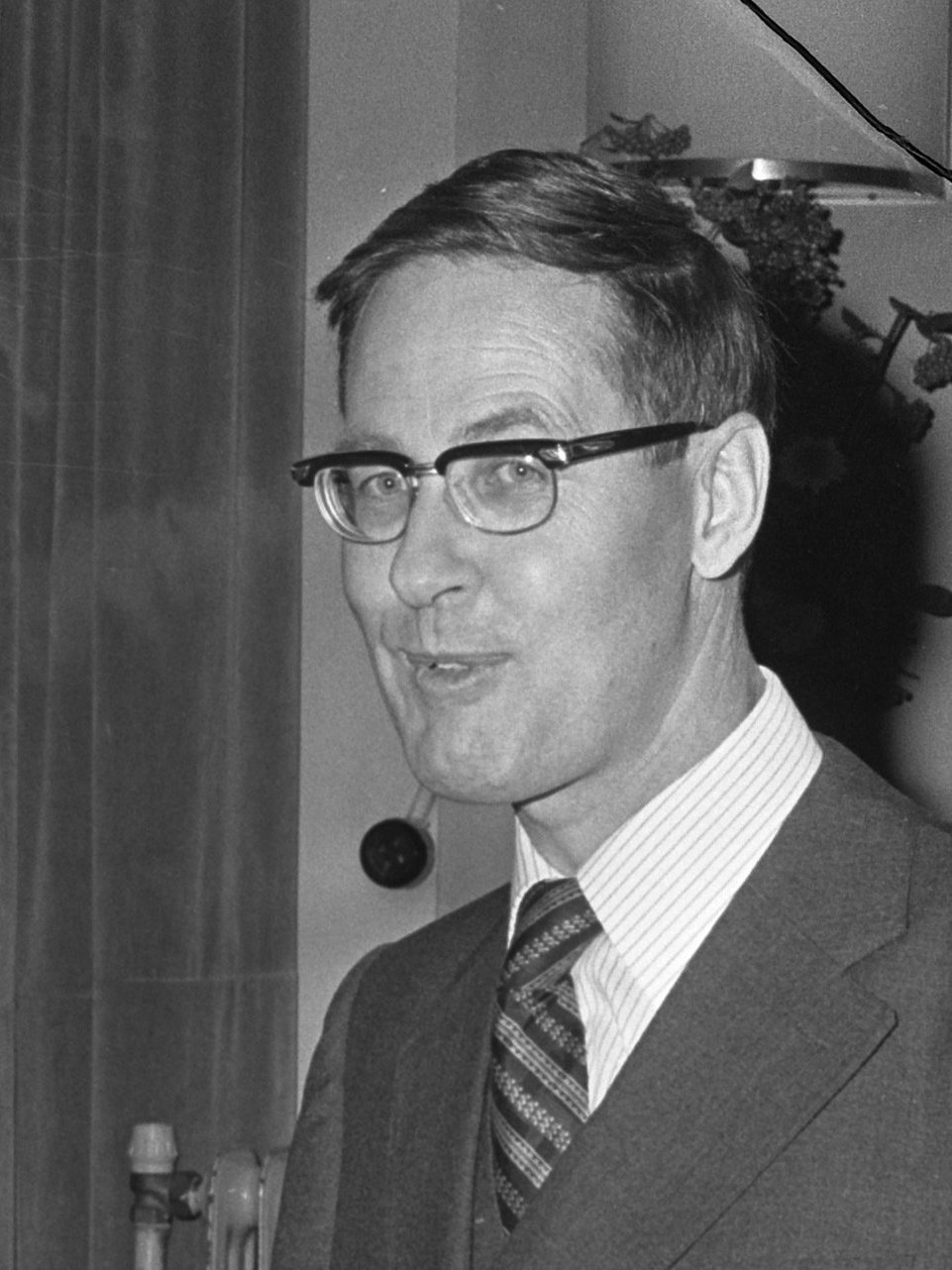
Bart Lensink (1973)

Bartholomeus Marinus (Bart) Lensink ('s-Gravenhage, 28 augustus 1925 – december 2024) was een Nederlandse zoöloog en de vijfde directeur van dierentuin Natura Artis Magistra.
Lensink promoveerde in 1963 op een proefschrift over de verspreiding van veldsprinkhanen in Voornes Duin. Daarna werkte hij enige tijd bij de Rijksdienst voor de IJsselmeerpolders en negen jaar als biologieleraar in Brielle. Vervolgens werd hij rector van de Rijksscholengemeenschap Wageningen.
In 1973 volgde Lensink Ernst Frederik Jacobi op als directeur van Artis. Tijdens het directeurschap van Lensink veranderde de benadering van dieren. Het dier kwam centraal te staan en niet langer het plezier van de bezoeker, verzorger of directeur. Zo kwam het voor zijn aanstelling voor dat verzorgers met apen gingen wandelen en kunstjes lieten doen om het publiek te plezieren. De "postzegelverzameling" van Jacobi werd met een derde uitgedund, van 1529 soorten in 1972 tot 1051 in 1990.
Daarnaast werden onder Lensink door Artis de eerste samenwerkingsverbanden aangegaan met andere dierentuinen voor fokprogramma's. Naast de veranderende inzichten over het houden van dieren speelde ook de totstandkoming van het CITES-verdrag, waarin de internationale handel in bedreigde diersoorten en planten geregeld wordt, een grote rol. Artis besloot geen dieren meer uit de handel te halen, maar in plaats daarvan door uitwisseling tussen dierentuinen onderling dieren te verkrijgen. Lensink kwam tot samenwerking met Diergaarde Blijdorp en Zoo Antwerpen. In 1985 werden ook andere Europese dierentuinen uitgenodigd om mee te doen, wat het begin vormde van internationale fokprogramma's zolas het EEP.
In 1990 werd Lensink opgevolgd door Maarten Frankenhuis.
Hij overleed op 99-jarige leeftijd.

## Publicaties
- (en)  Lensink, B.M.  (1963). Distributional Ecology of some Acrididae (Orthoptera) in the Dunes of Voorne, Netherlands. Tijdschrift voor Entomologie  106: 357 – 443 (diss.)
- Lensink, Bart  (1993). Het voorkomen van sprinkhanen (Orthoptera) in de duinen van Voorne, Goeree en Schouwen. Nieuwsbrief Saltabel  10 (1): 8–14
- Bart Lensink, Paul Boeren, Siem Snijders (2007). De Slikken van Voorne. Ontwikkelingen in een uniek natuurgebied. KNNV, afdeling Voorne / Zuid-Hollands Landschap, Rozenburg. OCLC 210209676

- Nederlandse Thesaurus van Auteursnamen: 304697788
- Virtual International Authority File: 281049503
- WorldCat: E39PCjvXWxrv4C6rwQTrRQWQ4q